# Haeckelina
Haeckelina es un género de foraminífero bentónico considerado sinónimo posterior de Astrorhiza de la subfamilia Astrorhizinae, de la familia Astrorhizidae, de la superfamilia Astrorhizoidea, del suborden Astrorhizina y del orden Astrorhizida. Su especie-tipo era Haeckelina gigantea. Su rango cronoestratigráfico abarcaba el Holoceno.

## Discusión
Clasificaciones previas incluían Haeckelina en el suborden Textulariina y en el orden Textulariida

## Clasificación
Haeckelina incluía a las siguientes especies:
- Haeckelina borealis
- Haeckelina gigantea

## Discusión
Clasificaciones previas incluían Haeckelina en el suborden Textulariina y en el orden Textulariida

## Clasificación
Haeckelina incluía a las siguientes especies:
- Haeckelina borealis
- Haeckelina gigantea